# Diana Aga
Pour les articles homonymes, voir Aga.
Diana S. Aga est une chimiste philippino-américaine qui est titulaire de la chaire Henry M. Woodburn à l'Université d'État de New York à Buffalo. Ses recherches portent sur la présence de contaminants dans les eaux souterraines. Elle a reçu la médaille Schoellkopf 2017 de l'American Chemical Society en reconnaissance de ses travaux en chimie environnementale.

## Enfance et formation
Aga est née aux Philippines. Enfant, Aga voulait être inventeur. Elle a finalement étudié la chimie agricole à l'Université des Philippines à Los Baños, d'où elle a obtenu son diplôme en 1988. Aga a déménagé aux États-Unis pour ses études supérieures, où elle a rejoint l'Université du Kansas en tant que doctorante. Son travail de doctorat portait sur les applications des tests immunologiques en agrochimie. Au cours de ses recherches, elle a identifié un métabolite de pesticide présent dans les eaux souterraines. Après avoir obtenu son doctorat, Aga a travaillé brièvement pour le Institut d'études géologiques des États-Unis. En 1996, elle s'installe en Suisse, où elle passe deux ans en tant que chercheuse postdoctorale à l'École polytechnique fédérale de Zurich. Au début de sa carrière, Aga s'est intéressée à la chimie environnementale et a rejoint la division agricole de Bayer.

## Recherche et carrière
Après un bref passage dans l'industrie, Aga retourne dans le monde universitaire et elle est nommée à la faculté de l'Université d'État de New York à Buffalo. Peu de temps après avoir commencé sa carrière universitaire, Aga a reçu un prix CAREER de la National Science Foundation (en). Ses recherches ont examiné le rôle des pesticides et s'ils aidaient ou nuisaient aux cultures. Elle a étudié en profondeur la présence de contaminants dans le sol et les eaux usées.
Les stations d'épuration abritent des bassins de rétention dans lesquels les bactéries sont régulièrement exposées aux antibiotiques qui pénètrent dans les égouts après avoir été expulsées par l'homme. Cette exposition peut rendre les bactéries résistantes aux antibiotiques, soit par désactivation des médicaments, soit par échange d'ADN. Aga a travaillé pour caractériser et éliminer les antibiotiques des eaux usées. Ces efforts visent à prévenir la propagation de la résistance aux antibiotiques et la multiplication des superbactéries. Elle a évalué les niveaux d'antibiotiques en Suisse, en Inde, aux Philippines et aux États-Unis ; c'est-à-dire des endroits avec/sans pratiques avancées de traitement de l'eau et qui ne nécessitent/ne nécessitent pas d'ordonnance pour acquérir des antibiotiques. Aga pense que les nanomatériaux peuvent offrir une opportunité d'éliminer en toute sécurité et efficacement les antibiotiques et les gènes résistants dans les eaux usées,.
Aga a également étudié la composition chimique des retardateurs de flamme bromés (polybromodiphényléthers, BDE), des produits chimiques toxiques qui peuvent provoquer des lésions cérébrales, un trouble déficitaire de l'attention avec hyperactivité et des lésions de la thyroïde. Ces BDE sont rejetés dans l'approvisionnement public en eau, s'accumulent dans la chaîne alimentaire et finissent par atteindre les humains par le biais de la viande et du poisson. Elle a montré que les enzymes du corps humain peuvent décomposer ces BDE en une forme hydroxylée plus dangereuse.
Agar est rédactrice en chef du Elsevier Journal of Hazardous Materials.

## Prix et distinctions
- 2007 Prix commémoratif Kenneth Allen de la New York Water Environment Association[12]
- 2013 Excellence in Graduate Student Mentoring Award de l'Université d'État de New York à Buffalo[12]
- 2017 Médaille Schoellkopf de l'American Chemical Society[1]
- 2017 AGRO Fellow Award de l'American Chemical Society [12],[13]

## Publications
- Batt, Kim et Aga, « Comparison of the occurrence of antibiotics in four full-scale wastewater treatment plants with varying designs and operations », Chemosphere, vol. 68, no 3,‎ 2007, p. 428–435 (ISSN 0045-6535, PMID 17316751, DOI 10.1016/j.chemosphere.2007.01.008, Bibcode 2007Chmsp..68..428B, lire en ligne)
- Farkas, Berry et Aga, « Chlortetracycline Detoxification in Maize via Induction of Glutathione S-Transferases after Antibiotic Exposure », Environmental Science & Technology, vol. 41, no 4,‎ 1er février 2007, p. 1450–1456 (ISSN 0013-936X, PMID 17593756, DOI 10.1021/es061651j, Bibcode 2007EnST...41.1450F, lire en ligne)
- Kim et Aga, « Potential Ecological and Human Health Impacts of Antibiotics and Antibiotic-Resistant Bacteria from Wastewater Treatment Plants », Journal of Toxicology and Environmental Health, Part B, vol. 10, no 8,‎ 23 novembre 2007, p. 559–573 (ISSN 1093-7404, PMID 18049923, DOI 10.1080/15287390600975137, lire en ligne)
- Diana S. Aga, Fate of pharmaceuticals in the environment and in water treatment systems., CRC Press, 2019 (ISBN 978-0-367-38787-7, OCLC 1105948889, lire en ligne)